# 2月2日
2月2日（にがつふつか）は、グレゴリオ暦で年始から33日目に当たり、年末まであと332日（閏年では333日）ある。

## できごと
- 962年 - 東フランク王オットー1世がローマ教皇ヨハネス12世から戴冠を受け、初代神聖ローマ皇帝となる。
- 1580年（天正8年1月17日） - 三木合戦（三木の干殺し）が終結。羽柴秀吉が三木城を陥落させる[1]。
- 1653年 - ニューアムステルダム（現在のニューヨーク）に正式に市の資格が与えられる。
- 1709年 - ロビンソン・クルーソーのモデルといわれるスコットランド人船員のアレキサンダー・セルカークが太平洋の無人島で発見される。
- 1848年 - 米墨戦争終結のためのグアダルーペ・イダルゴ条約に調印。
- 1868年（慶応4年1月9日） - 大坂城炎上[2]。
- 1876年 - メジャーリーグのナショナルリーグ設立[3]。
- 1878年 - ギリシャがオスマン帝国に宣戦布告。
- 1909年 - 岩国電気軌道が、岩国駅〜新町間で開業。1924年（大正13年）2月29日に山口県営となるが、1929年（昭和4年）に廃止。
- 1913年 - ニューヨークのグランド・セントラル駅の現在の駅舎が使用開始。
- 1916年 - 大阪商船所属の「大仁丸」が、香港沖でイギリス船「臨安号」と衝突して沈没。死者137人を出す海難事故となった[4]。
- 1920年 - エストニアとソビエト・ロシアがタルトゥ条約に調印。ソ連が帝政ロシアの支配下にあったエストニアの独立を承認。
- 1920年 - 東京市街自動車の乗合バスに日本で初めて女性車掌（バスガール）が登場。
- 1922年 - ジェイムズ・ジョイスの小説『ユリシーズ』が発刊。
- 1934年 - 合衆国輸出入銀行設立。
- 1936年 - 福井県内で雪崩が多発。和泉村、下穴馬村でそれぞれ17人が死亡[5]。
- 1937年 - 日本で、林銑十郎が第33代内閣総理大臣に就任し、林内閣が発足。
- 1940年 - 衆議院で斎藤隆夫が軍部の日中戦争処理方針を非難する反軍演説を行う。
- 1942年 - 大日本国防婦人会・愛国婦人会・大日本聯合婦人会を統合して大日本婦人会が発足。
- 1943年 - 第二次世界大戦: スターリングラード攻防戦がソ連の勝利で終結。
- 1946年 - 宗教法人令改正。神道を宗教として扱い、神社を宗教法人とする。
- 1946年 - ソビエト連邦最高会議幹部会が南サハリン（南樺太）およびクリル諸島（千島列島）を領域とする南サハリン州の設置とロシア共和国への編入を発令。
- 1954年 - 戦後GHQにより禁止されていた国際航空業務が再開。日本航空は初の国際線となる東京〜ウェーキ〜ホノルル〜サンフランシスコ線を開設[6]。
- 1954年 - 福岡県須恵町の炭鉱、新栄鉱業所の坑内で爆発事故があり、15人が死亡[7]。
- 1956年 - 庄内事件: 京阪神急行電鉄宝塚線庄内駅において、車両故障時の対応の不手際から、激怒した乗客が線路を封鎖して電車を止める。
- 1959年 - ソビエト連邦のウラル山脈山中において、ディアトロフ峠事件が発生し、トレッキング客9人が怪死。
- 1958年 - 岩手県雫石町女助山中腹（国有林）の炭焼き小屋2つが雪崩に襲われ全壊。6人が死亡、7人が重傷[8]
- 1967年 - アメリカン・バスケットボール・アソシエーションが発足する。
- 1970年 -  コーンフィールド・ボンバー不時着事故が発生。
- 1971年 - 湿地の保護に関するラムサール条約が調印される[9]。1975年12月21日に発効。
- 1972年 - グアム島に隠れ続けていた元日本兵・横井庄一が帰国。
- 1976年 - NETテレビ（現・テレビ朝日）で『徹子の部屋』が放送開始。
- 1987年 - 前年2月のエドゥサ革命後のフィリピンで新憲法制定。
- 1990年 - ソビエト連邦の崩壊: エストニアの代議員合同総会で、1920年の同日に調印したタルトゥ条約が現在も有効であり、エストニアは独立国であると宣言。
- 1990年 - アパルトヘイト: 南アフリカのフレデリック・ウィレム・デクラーク大統領がアフリカ民族会議などを合法化し、ネルソン・マンデラの釈放を約束。
- 1992年 - デイトナ24時間レースにてニッサン・R91CPが優勝した。デイトナ24時間レースにとっては、日本メーカー・日本人・日本チーム初の総合優勝となる。
- 1998年 - 日本の郵便番号が7桁となる。
- 2000年 - 888年8月28日以来、1112年ぶりに年月日に使われている全ての数字が偶数になる。
- 2005年 - 前年、米国のカーライルグループに買収されたDDIポケットがウィルコムに社名変更。
- 2006年 - 神戸新交通ポートアイランド線の市民広場駅 - 神戸空港駅間が延伸開業。
- 2011年 - エジプトで反ムバラク派のデモ隊とムバラク派のデモ隊が衝突。多数の死傷者を出す。
- 2011年 - 大相撲八百長問題: 日本相撲協会の臨時理事会で、十両の千代白鵬、三段目の恵那司、元幕内春日錦の竹縄親方の3人が八百長への関与を認めた。
- 2013年 - 映画『アメリカン・スナイパー』のモデルとなったアメリカの元軍人クリス・カイルが、射撃訓練中に射殺される[10]。
- 2019年 - 横浜海上保安部は、小笠原諸島の母島沖で停船命令に従わず逃げたとして、中国漁船の船長を排他的経済水域における漁業等に関する主権的権利の行使等に関する法律違反（立ち入り検査忌避）の現行犯で逮捕した[11]。
- 2021年 - 節分が1897年以来124年ぶりに2月2日となる。以降4年ごとに節分が2日となり、2057年と2058年は2年連続で2日になると予測されている。
- 2023年 - アメリカは、南シナ海で海洋進出を続ける中国への抑止力を強化するため、フィリピン国内で米軍が使用できる軍事拠点を新たに4カ所設定し、9カ所とすることでフィリピンと合意したと発表[12]。
- 2025年 - パナマのホセ・ラウル・ムリーノ大統領がパナマ運河に関して中国の巨大経済圏構想一帯一路から離脱する意向を表明。

## 誕生日

### 人物
- 1208年 - ハイメ1世、アラゴン王、バルセロナ伯（+ 1276年）
- 1522年 - ルドヴィコ・フェラーリ、数学者（+ 1565年）
- 1649年 - ベネディクトゥス13世、ローマ教皇（+ 1733年）
- 1650年 - ネル・グウィン、イングランド王チャールズ2世の寵姫（+ 1687年）
- 1669年 - ルイ・マルシャン、作曲家、鍵盤楽器奏者（+ 1732年）
- 1700年 - ヨハン・クリストフ・ゴットシェート、文学者（+ 1766年）
- 1711年 - ヴェンツェル・アントン・カウニッツ、外交官、政治家（+ 1794年）
- 1712年（正徳元年12月26日） - 岡部長著、岸和田藩主（+ 1756年）
- 1743年 - ジョゼフ・バンクス、博物学者、植物学者（+ 1820年）
- 1785年（天明4年12月23日） - 松平頼啓、西条藩主（+ 1848年）
- 1813年（文化10年1月2日） - 戸沢正令、新庄藩主（+ 1843年）
- 1829年 - アルフレート・ブレーム、動物学者、作家（+ 1884年）
- 1839年（天保9年12月19日） - 黒田長知、福岡藩主（+ 1902年）
- 1841年 - フランソワ＝アルフォンス・フォーレル、科学者（+ 1912年）
- 1843年 - 青山昇三郎、牧師（+ 1918年）
- 1852年 - ホセ・グアダルーペ・ポサダ、画家、イラストレーター（+ 1913年）
- 1859年 - ハヴロック・エリス、医師、性科学者（+ 1939年）
- 1873年 - コンスタンティン・フォン・ノイラート、外交官、政治家（+ 1956年）
- 1875年 - フリッツ・クライスラー、ヴァイオリニスト、作曲家（+ 1962年）
- 1882年 - ジェームズ・ジョイス、小説家（+ 1941年）
- 1882年 - 梨本伊都子、元皇族、梨本宮守正王の妃（+ 1976年）
- 1885年 - ミハイル・フルンゼ、ロシア革命時のボルシェヴィキ指導者（+ 1925年）
- 1887年 - 嶋中雄作、編集者、出版人（+ 1949年）
- 1888年 - 木村小左衛門、政治家（+ 1952年）
- 1888年 - 松田竹千代、政治家（+ 1980年）
- 1891年 - アントニオ・セーニ、政治家、第4代イタリア共和国大統領（+ 1972年）
- 1893年 - コルネリウス・ランチョス、数学者、物理学者（+ 1974年）
- 1894年 - 片岡鉄兵、小説家（+ 1944年）
- 1894年 - ダムディン・スフバートル、革命家、軍人 (+ 1923年)
- 1894年 - ヘンリク・アンソニー・クラマース、物理学者（+ 1952年）
- 1895年 - 阿部豊、俳優、映画監督（+ 1977年）
- 1895年 - ジョージ・ハラス、アメリカンフットボール選手、指導者（+ 1983年）
- 1896年 - カジミェシュ・クラトフスキ、数学者（+ 1980年）
- 1896年 - 鹿島守之助、外交官、政治家、鹿島建設会長（+ 1975年）
- 1899年 - 東畑精一、経済学者、農学者（+ 1983年）
- 1901年 - ヤッシャ・ハイフェッツ、ヴァイオリニスト（+ 1987年）
- 1901年 - 中村翫右衛門 (3代目)、俳優、前進座共同創立者（+ 1982年）
- 1901年 - 木村禧八郎、政治家、経済評論家（+ 1975年）
- 1905年 - アイン・ランド、小説家（+ 1982年）
- 1907年 - 長谷川素逝、俳人（+ 1946年）
- 1908年 - おのちゅうこう、児童文学作家、詩人（+ 1990年）
- 1908年 - ウェス・フェレル、プロ野球選手（+ 1976年）
- 1910年 - 角田三男、将棋棋士（+ 1985年）
- 1910年 - アレクサンダー・ウニンスキー、ピアニスト（+ 1972年）
- 1913年 - 武内義範、宗教学者、浄土真宗僧侶、京都大学名誉教授（+ 2002年）
- 1913年 - 星田三平、小説家（+ 1963年）
- 1915年 - 二葉あき子、歌手（+ 2011年）
- 1915年 - アバ・エバン、外交官、政治家（+ 2002年）
- 1917年 - 松山吉三郎、元騎手、調教師（+ 2006年）
- 1919年 - エルンスト＝ヴィルヘルム・ライネルト、ドイツ空軍のエース・パイロット（+ 2007年）
- 1919年 - リーザ・デラ・カーザ、演劇歌手（+ 2012年）
- 1922年 - 松澤宥、芸術家（+ 2006年）
- 1923年 - アルベルト・ラフォルス・カサマダ、画家、詩人（+ 2009年）
- 1923年 - レッド・ショーエンディーンスト、プロ野球選手、監督（+ 2018年）
- 1924年 - ソニー・スティット、ミュージシャン（+ 1982年）
- 1926年 - ヴァレリー・ジスカール・デスタン、政治家、フランス大統領（+ 2020年）
- 1927年 - スタン・ゲッツ、ミュージシャン（ジャズ、サックス）（+ 1991年）
- 1927年 - 島原輝夫、プロ野球選手（+ 2004年）
- 1929年 - ヴェラ・ヒティロヴァ、映画監督（+ 2014年）
- 1929年 - 安藤まり子、歌手
- 1929年 - ジョン・H・ホランド、科学者（+ 2015年）
- 1931年 - 若ノ海周治、大相撲力士・元小結（+ 1999年）
- 1931年 - ヴァルター・ブルケルト、神話学者、宗教学者（+ 2015年）
- 1931年 - 水野潤一、詩人
- 1932年 - 長沢二郎、競泳選手（+ 2010年）
- 1932年 - 金原二郎、司会者、アナウンサー（+ 1997年）
- 1933年 - タン・シュエ、ミャンマーの国家平和発展評議会議長（軍事政権トップ）
- 1934年 - オタール・イオセリアーニ、映画監督（+ 2023年）
- 1934年 - 小泉喜美子、推理作家、翻訳家（+ 1985年）
- 1935年 - 野田幸男、映画監督（+ 1997年）
- 1935年 - 堀絢子、声優（+ 2024年）
- 1937年 - ドン・ビュフォード、元プロ野球選手
- 1937年 - 張富士夫、経営者
- 1938年 - 山崎晴哉、脚本家（+ 2002年）
- 1940年 - トマス・M・ディッシュ、SF作家（+ 2008年）
- 1944年 - 中川秀直、政治家
- 1945年 - 舟崎克彦、作家、画家（+ 2015年）
- 1945年 - ペーター・レーゼル、ピアニスト
- 1946年 - 岸久美子、女優
- 1946年 - アルファ・ウマル・コナレ、政治家
- 1947年 - ファラ・フォーセット、女優（+ 2009年）
- 1948年 - 蔡志忠、漫画家
- 1949年 - おぼん、漫才師（おぼん・こぼん）
- 1949年 - 石山輝夫、俳優
- 1949年 - ブレント・スパイナー、俳優
- 1949年 - 堀内護、歌手（ガロ）（+ 2014年）
- 1949年 - 水橋春夫、ギタリスト、音楽プロデューサー（+2018年）
- 1950年 - 石塚俊明、ドラマー、パーカッショニスト
- 1950年 - 天龍源一郎、元プロレスラー
- 1950年 - 木戸修、プロレスラー（+ 2023年）
- 1952年 - 篠田昇、撮影監督（+ 2004年）
- 1952年 - 朴槿恵、政治家、第18代韓国大統領
- 1952年 - ラルフ・マークル、暗号研究者
- 1953年 - ウラジミール・コバリョフ、フィギュアスケート選手
- 1954年 - 大田弘子、経済学者
- 1954年 - 浅野和之、俳優
- 1956年 - 藍川由美、声楽家
- 1958年 - 山田亘、ミュージシャン、ドラマー（FENCE OF DEFENSE）
- 1959年 - 柄刀一、小説家
- 1959年 - 玉元正男、歌手（フィンガー5）
- 1959年 - 中原勇一、元プロ野球選手
- 1960年 - ウィチット・チットウィマーン、外交官（+ 2023年）
- 1961年 - 大森望、SF評論家
- 1961年 - 小池英夫、テレビプロデューサー
- 1961年 - 大野雄次、元プロ野球選手
- 1962年 - 江幡和志、元プロ野球選手
- 1963年 - 寺尾常史、元大相撲力士、年寄20代錣山（+ 2023年）
- 1963年 - 内藤時浩、ゲームクリエイター
- 1963年 - ちわきまゆみ、ミュージシャン
- 1963年 - マリー＝クロード・ピエトラガラ、バレエダンサー、振付家
- 1964年 - 樋口了一、ミュージシャン
- 1965年 - 佐野直喜、元プロレスラー
- 1965年 - ガイ・ペリマン、ラジオDJ
- 1966年 - 田口惠美子、アナウンサー
- 1966年 - 鶴巻和哉、アニメ監督
- 1966年 - 琴冠佑源正、元大相撲力士
- 1966年 - 馬淵よしの、元飛び込み選手
- 1967年 - ローラン・ンクンダ、コンゴ民主共和国の反政府勢力指導者
- 1968年 - ショーン・エリオット、元バスケットボール選手
- 1968年 - 軌保博光、映画監督
- 1968年 - 梅津富浩、元陸上競技選手、指導者
- 1969年 - ヴァレリー・カルピン、サッカー選手
- 1970年 - 増田雄一、モデル、俳優
- 1971年 - 北岡夢子、歌手、女優
- 1971年 - 豊田清、元プロ野球選手
- 1971年 - 藤野朱美、元新体操選手
- 1972年 - HISASHI、ミュージシャン（GLAY）
- 1972年 - メルビン・モーラ、元プロ野球選手
- 1972年 - ダナ・インターナショナル、歌手
- 1972年 - Fizzy、トランスDJ
- 1972年 - ジャレッド・フェルナンデス、元プロ野球選手
- 1972年 - テゴ・カルデロン、ミュージシャン
- 1975年 - 宇治田隆史、脚本家
- 1976年 - 井上聡、お笑いタレント（次長課長）
- 1976年 - 遼河はるひ、元宝塚歌劇団、女優、タレント
- 1976年 - ドラゴン・キッド、プロレスラー
- 1977年 - 劇団ひとり、お笑いタレント
- 1977年 - EXILE ÜSA、ダンサー（EXILE）
- 1977年 - シャキーラ、ミュージシャン
- 1978年 - バリー・ファーガソン、元サッカー選手、指導者
- 1978年 - 吉原宏太、元サッカー選手
- 1978年 - クラウディオ・モレル・ロドリゲス、サッカー選手
- 1978年 - 福田朋夏、フリーダイビング選手
- 1979年 - 宮崎有妃、プロレスラー
- 1979年 - 大島永遠、漫画家
- 1980年 - ルイス・ナバス、野球選手
- 1981年 - 北川弘美、女優
- 1981年 - SOH、歌手（GRe4N BOYZ）
- 1982年 - 高橋知幸、アナウンサー、ショートトラックスピードスケート選手
- 1982年 - 堀越のり、元タレント
- 1982年 - 中村真人、元プロ野球選手
- 1983年 - 田辺はるか、元グラビアアイドル
- 1983年 - 三浦永理、競艇選手
- 1983年 - 大杉誠人、サッカー選手
- 1983年 - 横松寿一、元プロ野球選手
- 1983年 - カロリナ・クリュフト、陸上競技選手
- 1984年 - 宮地真緒、女優
- 1984年 - 加藤士津八、元騎手、調教師
- 1984年 - 胡金龍、プロ野球選手
- 1985年 - 桐山漣、俳優
- 1985年 - 田中利幸、馬術選手
- 1985年 - 神崎大輔、元サッカー選手、指導者
- 1985年 - シルヴェストレ・ヴァレラ、サッカー選手
- 1985年 - マイケル・リーバス、歌手、タレント
- 1986年 - 浅尾美和、元ビーチバレー選手、ファッションモデル
- 1986年 - ティファニー・ヴァイス、元フィギュアスケート選手
- 1987年 - アーロン・トンプソン、元プロ野球選手
- 1987年 - ジェラール・ピケ、サッカー選手
- 1988年 - トラビス・スナイダー、元プロ野球選手
- 1988年 - マックス・パールマン、プロ野球選手
- 1988年 - ブラッド・ピーコック、プロ野球選手
- 1989年 - ローガン・ダーネル、プロ野球選手
- 1990年 - 島内宏明、プロ野球選手
- 1990年 - 湯本美咲、タレント、女優
- 1990年 - ニック・リックレス、プロ野球選手
- 1990年 - ダン・ゴスリング、サッカー選手
- 1990年 - チョン・ハナ、歌手
- 1991年 - 金子昌広、サッカー選手
- 1991年 - 澤田圭佑、俳優、殺陣師、ダンサー
- 1991年 - 川久保雄基、俳優
- 1991年 - 南羽翔平、俳優
- 1991年 - マット・ボイド、プロ野球選手
- 1991年 - フランシスコ・フェメニア、サッカー選手
- 1992年 - 郭俊麟、プロ野球選手
- 1993年 - 清原翔、俳優、モデル
- 1993年 - 吉村界人、俳優
- 1993年 - 高橋宗司、元陸上選手
- 1994年 - 三河悠冴、俳優
- 1995年 - 椿芽久、バレーボール選手
- 1995年 - 仲村まひろ、タレント
- 1995年 - ぺけたん、YouTuber（Fischer's）
- 1995年 - チェ・ケネアリー、プロボクサー
- 1996年 - 池田彩夏、元アイドル（littlemore.）
- 1996年 - ポール・メスカル、俳優
- 1997年 - 鎌田英嗣、フィギュアスケート選手
- 1998年 - 加藤史帆、ファッションモデル（元日向坂46）
- 1998年 - 古田大虎、俳優
- 1998年 - 高橋斗亜、元俳優
- 1999年 - 植田碧麗、歌手（元NMB48）
- 1999年 - 坂本遥奈、アイドル（TEAM SHACHI）
- 2000年 - 藤野涼子、女優
- 2000年 - 村上宗隆、プロ野球選手
- 2001年 - 牧野真莉愛、歌手（モーニング娘。）
- 2001年 - 清水麻貴、ラグビー選手
- 2001年 - 飯澤千翔、陸上競技選手
- 2002年 - 坂本真凛、アイドル（SKE48）
- 2002年 - 井東紗椰、女優
- 2002年 - 瀬田さくら、アイドル（ばってん少女隊）
- 2004年 - 岩本蓮加、アイドル（乃木坂46）
- 2004年 - 杏ここ、AV女優
- 2006年 - 野田樹潤、レーシングドライバー
- 2010年 - 原田琥之佑、俳優
- 生年不詳 - 青野菜月、元声優
- 生年不詳 - 吉田鮎香[13]、キャスター

### 人物以外（動物など）
- 1992年 - ラムタラ、競走馬、種牡馬（+ 2014年）
- 2020年 - リバティアイランド、競走馬

## 忌日

### 人物
- 1044年（寛徳元年1月1日） - 藤原隆家、公卿（* 979年）
- 1529年 - バルダッサーレ・カスティリオーネ、外交官、作家（* 1478年）
- 1580年（天正8年1月17日） - 別所長治、播磨国の戦国大名（* 1558年?）
- 1594年 - ジョヴァンニ・ダ・パレストリーナ、作曲家（* 1525年?）
- 1639年（寛永15年12月30日） - 蜂須賀家政、徳島藩初代藩主（* 1558年）
- 1704年 - ギョーム・ド・ロピタル、数学者（* 1661年）
- 1769年 - クレメンス13世、第248代ローマ教皇（* 1693年）
- 1805年 - トーマス・バンクス、彫刻家（* 1735年）
- 1812年 - イサーク・ティチング、オランダのカピタン（* 1745年）
- 1826年 - ジャン・アンテルム・ブリア＝サヴァラン、政治家、法律家、『美味礼讃』著者（* 1755年）
- 1896年 - 川田甕江、漢学者（* 1830年）
- 1907年 - ドミトリ・メンデレーエフ、化学者（* 1834年）
- 1925年 - アンティ・アールネ、民俗学者（* 1867年）
- 1939年 - ウラジーミル・シューホフ、建築家、技術者（* 1853年）
- 1940年 - フセヴォロド・メイエルホリド、演出家、俳優（* 1874年）
- 1941年 - デリール・スチュワート、天文学者（* 1870年）
- 1942年 - ダニイル・ハルムス、詩人、作家（* 1905年）
- 1944年 - レオン・ブランシュヴィック、思想家（* 1869年）
- 1945年 - カール・ゲルデラー、元ライプツィヒ市長、反ナチス活動家（* 1884年）
- 1945年 - アルフレート・デルプ、イエズス会神父（* 1907年）
- 1950年 - コンスタンティン・カラテオドリ、数学者（* 1873年）
- 1953年 - 永谷寿一、元陸上競技選手（* 1903年）
- 1956年 - 小野三千麿、野球選手（* 1897年）
- 1960年 - 斎藤三郎、野球史と石川啄木の研究者（* 1895年）
- 1963年 - ハーバート・サミュエル、イギリス郵政相・内相（* 1870年）
- 1963年 - 大倉喜七郎、実業家（* 1882年）
- 1965年 - カール・ヨハン・リンド、陸上競技選手（* 1883年）
- 1967年 - フィリス・ジョンソン、フィギュアスケート選手（* 1886年）
- 1968年 - トゥリオ・セラフィン、指揮者（* 1878年）
- 1969年 - ボリス・カーロフ、俳優（* 1887年）
- 1970年 - バートランド・ラッセル、数学者、哲学者（* 1872年）
- 1972年 - 高田保馬、経済学者、社会学者（* 1883年）
- 1974年 - 斎藤素巌、彫刻家（* 1889年）
- 1979年 - 谷口吉郎、建築家（* 1904年）
- 1979年 - シド・ヴィシャス、パンク・ロッカー（* 1957年）
- 1980年 - 江崎利一、実業家、江崎グリコ創業者（* 1882年）
- 1980年 - ウィリアム・スタイン、生化学者（* 1911年）
- 1983年 - ルイ・ケルヴラン、科学者（* 1901年）
- 1983年 - 深見千三郎、舞台芸人（* 1923年）
- 1987年 - アルフレッド・ライオン、ブルーノート創設者（* 1909年）
- 1987年 - アリステア・マクリーン、小説家（* 1922年）
- 1987年 - 山本豊市、彫刻家（* 1899年）
- 1988年 - ソロモン、ピアニスト（* 1902年）
- 1989年 - 小林行雄、考古学者（* 1911年）
- 1989年 - オンドレイ・ネペラ、フィギュアスケート選手（* 1951年）
- 1990年 - 龍興山一人、大相撲力士（* 1967年）
- 1992年 - バート・パークス、俳優、歌手（* 1914年）
- 1993年 - アレクサンダー・シュナイダー、ヴァイオリニスト、指揮者（* 1908年）
- 1993年 - リード・マイルス、グラフィックデザイナー（* 1927年）
- 1993年 - 田丸仁、プロ野球選手、プロ野球監督（* 1933年）
- 1994年 - 中西陽一、政治家、第47-54代石川県知事（* 1917年）
- 1995年 - フレッド・ペリー、テニス選手（* 1909年）
- 1995年 - ドナルド・プレザンス、俳優（* 1919年）
- 1995年 - 谷川雁、詩人、評論家（* 1923年）
- 1996年 - 徳川義寛、昭和天皇の侍従長（* 1906年）
- 1996年 - ジーン・ケリー、俳優、ダンサー（* 1912年）
- 1996年 - 小堀清一、将棋棋士（* 1912年）
- 1998年 - レイモンド・キャッテル、心理学者（* 1905年）
- 1998年 - アルーン・タジェフ、地質学者、映画作家（* 1914年）
- 1998年 - 山田信夫、脚本家（* 1932年）
- 2000年 - 宮本輝紀、サッカー選手、指導者 （* 1940年）
- 2001年 - 加堂秀三、小説家（* 1940年）
- 2002年 - 海老一染太郎、太神楽師 （* 1932年）
- 2003年 - ルー・ハリソン、作曲家（* 1917年）
- 2003年 - 湯口栄蔵、サッカー選手、指導者 （* 1945年）
- 2003年 - 伊住政和、茶人、実業家 （* 1958年）
- 2004年 - 堂垣内尚弘、政治家、第7-9代北海道知事（* 1914年）
- 2004年 - アラン・ブロック、歴史家（* 1914年）
- 2004年 - 式守伊之助 (29代)、大相撲立行司（* 1935年）
- 2005年 - マックス・シュメリング、プロボクサー（* 1905年）
- 2005年 - デビッド・ジョーンズ、航空会社特別顧問（* 1916年）
- 2005年 - ゴッフレード・ロンバルド、映画プロデューサー（* 1920年）
- 2005年 - 野辺地正之、心理学者、同志社大学名誉教授（* 1921年）
- 2007年 - 竹本正男、体操選手（* 1919年）
- 2007年 - 松尾晋平、料理人、陶芸家（* 1956年）
- 2007年 - 大杉君枝、アナウンサー（* 1963年）
- 2008年 - アール・ラウアー・バッツ、政治家、第18代米国農務長官（* 1909年）
- 2008年 - バリー・モース、俳優（* 1918年）
- 2008年 - ジョシュア・レーダーバーグ、分子生物学者、ノーベル生理学・医学賞受賞者（* 1925年）
- 2008年 - 木辺弘児、作家、小説家（* 1931年）
- 2008年 - 坂川優、政治家、元福井県福井市長（* 1952年）
- 2009年 - 山内一弘、プロ野球選手（* 1932年）
- 2009年 - 大木康子、歌手（* 1942年）
- 2010年 - 宍戸福重、実業家、富士電機元社長（* 1913年）
- 2010年 - 藤田富雄、哲学者、立教大学名誉教授（* 1923年）
- 2010年 - ウン・テンフォン、不動産実業家（* 1928年）
- 2010年 - 黒井敦史、レーシングドライバー、元チューニングショップRiver Side代表（* 1969年）
- 2011年 - 宮本徳蔵、小説家（* 1930年）
- 2011年 - 黒川和美、経済学者、法政大学教授（* 1946年）
- 2012年 - ドロシー・ギルマン、推理小説作家（* 1923年）
- 2012年 - 石田勝心、映画監督（* 1932年）
- 2013年 - 三世杵屋五三郎、長唄三味線方（* 1918年）
- 2013年 - 山岡ミチコ、平和運動家、広島原爆被爆体験証言者（* 1930年）
- 2013年 - 國松達也、映画プロデューサー（* 1960年）
- 2013年 - クリス・カイル、軍人、狙撃手 （* 1974年）
- 2014年 - 上野登、経済地理学者、宮崎大学名誉教授（* 1926年）
- 2014年 - 山之内靖、社会学者、歴史学者、東京外国語大学名誉教授、フェリス女学院大学名誉教授（* 1933年）
- 2014年 - ゲルト・アルブレヒト、指揮者（* 1935年）
- 2014年 - フィリップ・シーモア・ホフマン、俳優（* 1967年）
- 2015年 - 堀口星眠、俳人、医師（* 1923年）
- 2015年 - 鶴峯治、水泳選手（* 1941年）
- 2016年 - 会田長栄、政治家（* 1928年）
- 2016年 - 韮沢靖、造型師、キャラクターデザイナー、イラストレーター、漫画家（* 1963年）
- 2017年 - 巷野悟郎、小児科医（* 1921年）
- 2017年 - 近藤晋、テレビ・映画プロデューサー（* 1929年）
- 2017年 - 岡野俊一郎、サッカー選手、日本サッカー協会名誉会長（* 1931年）
- 2018年 - ジョン・ミード・ハンツマン (シニア)、実業家、ハンツマン・コーポレーション創業者（* 1937年）
- 2018年 - ジョセフ・ポルチンスキー、物理学者（* 1954年）
- 2019年 - 直木孝次郎、歴史学者、大阪市立大学名誉教授（* 1919年）
- 2019年 - キャロル・エムシュウィラー、SF作家（* 1921年）
- 2019年 - 鬼八頭かかし、漫画家（* 生年不詳）
- 2020年 - マイク・ホアー、傭兵（* 1919年）
- 2020年 - 桐谷圭治、生態学者（* 1929年）
- 2020年 - フィリップ・レダー、遺伝学者（* 1934年）
- 2020年 - アイヴァン・クラール、ギタリスト、シンガーソングライター（* 1948年）
- 2020年 - マイク・ムーア、政治家、元ニュージーランド首相、元世界貿易機関事務局長（* 1949年）
- 2021年 - トーマス・ムーア、元陸軍軍人、慈善活動家（* 1920年）
- 2021年 - 橋井昭六[14]、実業家、元高知新聞社社長（* 1930年または1931年）
- 2021年 - レニー・デイビス（英語版）、反戦活動家、シカゴ・セブンの1人（* 1940年）
- 2021年 - グラント・ジャクソン、プロ野球選手（* 1942年）
- 2022年 - モニカ・ヴィッティ、女優（* 1931年）
- 2022年 - ビル・フィッチ、バスケットボール指導者（* 1932年）
- 2022年 - エド・フォアマン、政治家（* 1933年）
- 2022年 - 内山斉 - 実業家、元読売新聞グループ本社社長、元日本新聞協会会長、第13代横綱審議委員会委員長（* 1935年）
- 2022年 - 榎本好宏、俳人（* 1937年）
- 2023年 - 横路孝弘、弁護士、政治家、第10-12代北海道知事（* 1941年）
- 2023年 - ブッチ・マイルス、ジャズドラマー（* 1944年）
- 2023年 - ラニー・ポッフォ、元プロレスラー、元プロレスマネージャー（* 1954年）
- 2023年 - 水谷寛、アナウンサー（* 1960年）
- 2024年 - ドン・マレー、俳優（* 1929年）
- 2024年 - 西里喜行、歴史学者、琉球大学名誉教授（* 1940年）
- 2024年 - クリストファー・プリースト、SF作家（* 1943年）
- 2024年 - 穴口一輝、プロボクサー（* 2000年）
- 2025年 - 小長井信昌、漫画編集者（* 1930年）
- 2025年 - 直井明、海外ミステリ研究家（* 1931年）
- 2025年 - 内藤久、プロ野球選手（* 1948年）

### 人物以外（動物など）
- 2006年 - ギャロップダイナ、競走馬（* 1980年）

## 記念日・年中行事
- 聖燭祭（キャンドルマス、主の奉献、被献日）/主の迎接祭（キリスト教）
グレゴリオ暦で2月2日に祝われる西方教会（カトリック教会・聖公会・プロテスタント諸派）の祝日。イエス・キリストが聖母マリアとナザレのヨセフによって神殿に連れて来られ、律法に従いエルサレムの神殿に捧げられたことを祝う[15][16]。地域によってはこの日でクリスマスシーズンの終わりとして、クリスマスツリー等を燃やす。
- グラウンドホッグデー（ アメリカ合衆国・ カナダ）
グラウンドホッグとはリスの一種で、この日、冬眠から目覚めたグラウンドホッグがどのような行動をとるかで、それから先の天気を占う。1887年に小さな集会として始まったもので、グラウンドホッグが巣穴から出てきたときに、自分の影を見て驚いて巣穴に戻ったら、その先さらに6週間冬が続き、影を見ずに外にとどまっていたら、春の到来が近いとされている[17]。
- タルトゥ条約の日（ エストニア）
1920年のこの日、 エストニアとソビエト・ロシアがタルトゥ条約に調印し、帝政ロシアの支配下にあったエストニアの独立をソ連が承認した。
- 世界湿地の日（英語版）
1971年のこの日に湿地の保存に関するラムサール条約が調印されたことを記念して1997年に制定[18]。
- 節分（ 日本 1897年、2021年 - 2057年の間は4年ごと、2058年）※立春の前日
- 二日灸/如月灸（ 日本）
元は旧暦2月2日の行事。この日に灸をすえると倍の効能となり、その年を無病息災で過ごせるという[16][19]。
- 麩の日（ 日本）
「ふ(2)」の語呂合せで協同組合全国製麩工業会が制定[20][21]。
- 頭痛の日（ 日本）
「2(ず)2(ツー)」の語呂あわせ。ジョンソン・エンド・ジョンソンが2001年に制定した。それとは別に「頭痛撲滅委員会」が2月22日を頭痛の日として制定している[20][22][23]。
- 国際航空業務再開の日（ 日本）
戦後GHQにより禁止されていた国際航空業務が、1954年のこの日に日本航空により再開されたことに由来[16][19]。
- バスガールの日（ 日本）
1920年のこの日、東京市街自動車の乗合バスに日本初の女性車掌（バスガール）がお目見えしたことに由来。
- 夫婦の日（ 日本）
「ふう(2)ふ(2)」の語呂合せ[20][22]。
- ツインテールの日（ 日本）
日本ツインテール協会が提案、この日に男性は心を寄せる女性に二本のヘアゴムを渡し、受け入れた女性は自分の髪をツインテールにすることで応える[24]。